# 謝敷宗敬
謝敷 宗敬（しゃしき むねたか、1953年12月13日 - ）は、日本の実業家。新日鉄住金ソリューションズ株式会社代表取締役社長を務めた。

## 人物・経歴
東京都出身。東京都立富士高等学校を経て、1977年東京大学経済学部卒業、新日本製鐵入社。2000年新日本製鐵エレクトロニクス・情報通信事業部金融システムソリューション部長。2001年新日鉄ソリューションズ金融ソリューション第一事業部長。2005年新日鉄ソリューションズ取締役企画部長・総務部長。2007年新日鉄ソリューションズ取締役企画部長。2009年新日鉄ソリューションズ常務取締役。2012年から新日鉄住金ソリューションズ代表取締役社長を務め、モノのインターネット化への対応を進めるなどした。2019年日鉄ソリューションズ取締役相談役に退いた。